# 블루벨트
블루벨트(blue belt), 또는 청정 수역, 근해 보호 지역은 연안의 수자원을 오염의 위험으로부터 보호하기 위해 설정한 오염 제한 구역이다. 대한민국은 한려수도 일대와 서해안 일부가 블루 벨트로 지정되어 있다.

## 같이 보기
- 그린벨트